# Rolling Japan
Rolling Japan ist ein Würfelspiel mit sieben Würfeln des japanischen Spieleautors Hisashi Hayashi, das 2014 in dessen Eigenverlag OKAZU Brand zusammen mit Japon Brand in einer internationalen Version erschien und vertrieben wird. Es handelt sich um ein Spiel für eine beliebige Anzahl Spieler, bei der alle Spieler einen eigenen Punktebogen haben und diesen anhand ihrer Würfelwürfe füllen müssen.

## Hintergrund und Material
Bei Rolling Japan geht es darum, mit sieben farbigen Würfeln eine Matrix von 47 Feldern in sechs farblich unterschiedenen Regionen auf einem Punktebogen zu füllen, die im Umriss den japanischen Inseln und den Präfekturen entspricht. Der Spieler, dem es gelingt, die meisten Präfekturen mit Punktewerten zu füllen, gewinnt das Spiel. Das Spielmaterial besteht dabei neben der Spielanleitung aus sieben farbigen Spielwürfeln (W6), 100 Punktebögen auf einem Punkteblock, einem Beutel und acht Filzstiften.

## Spielweise
Zum Beginn des Spiels werden die Würfel in den Beutel gelegt und jeder Spieler bekommt einen Punktebogen und einen Stift. Gespielt wird reihum im Uhrzeigersinn, wobei jeder Spieler in jeder Runde die geworfenen Würfel nutzt.
Der jeweils aktive Spieler zieht blind zwei Würfel aus dem Beutel und wirft diese, das Ergebnis und die Farben der Würfel sagt er laut an. Die Spieler können die beiden Würfel in beliebiger Reihenfolge nutzen, um Werte auf ihrem Bogen einzutragen, dabei werden
- die Ergebnisse nicht-violetter Würfel in einem beliebigen noch freien Feld der jeweiligen Farbe und
- das Ergebnis eines viotellen Würfels in einem beliebigen freien Feld einer Farbe nach Wahl

eingetragen.
Beim Eintragen müssen allerdings alle benachbarten Felder zu den Feld, in das ein Wert eingetragen wird, leer oder gestrichen (X) sein oder dürfen maximal einen Zahlenwert aufweisen, der einen Punkt Abstand von dem neu eingetragenen Wert hat. Dabei gelten auch Felder benachbarter Farben als Nachbarfelder und auch durch blaue Linien getrennte Präfekturen sind Nachbarn. Das Eintragen einer Zahl in einer Präfektur ist Pflicht, es sei denn, es ist bei Einhalten der Regeln unmöglich. Gibt es kein Feld, in das ein Wert regelkonform eingetragen werden kann, muss der Spieler ein X eintragen und damit das Feld streichen. Falls auch dies nicht möglich ist, da in einer entsprechenden Farbe keine Felder mehr frei sind, trägt der Spieler nichts ein.
Drei Mal während des Spiels kann ein Spieler einen Farbwechsel durchführen und dann den entsprechenden Würfel in einem Feld einer beliebigen Farbe eintragen. Für jeden Farbwechsel muss er ein entsprechendes Feld auf seinem Bogen abstreichen.
Nachdem alle Spieler beide Würfel genutzt und die Werte entsprechend eingetragen haben, gibt der Spieler den Würfelbeutel an den nächsten Spieler weiter. Die gespielten Würfel bleiben so lange draußen, bis sechs Würfel gespielt wurden und werden erst dann zurück in den Beutel gelegt und alle Spieler markieren eine gespielte Runde.
Das Spiel geht über acht Runden und endet, wenn die Spieler die achte Runde auf ihrem Zettel als beendet markiert haben. Alle Spieler streichen die noch offenen Präfekturen mit einem X und zählen die Anzahl der gestrichenen Felder. Der Spieler mit den wenigsten gestrichenen Feldern gewinnt das Spiel.

## Ausgaben
Rolling Japan wurde von Hisashi Hayashi entwickelt und 2014 zu den Internationalen Spieltagen bei dessen Verlag OKAZU Brand zusammen mit Japon Brand in einer multilingualen Ausgabe auf Englisch, Französisch und Deutsch veröffentlicht. In der Folge gab es internationale mehrere Rezensionen, die das Spiel vorstellten und somit bekannt machten. Es folgten mehrere Überarbeitungen der Regeln und vor allem der Karten durch Privatpersonen, die unter anderem in der Datenbank BoardGameGeek vorgestellt wurden.
2015 veröffentlichte der amerikanische Verlag Gamewright das Spiel Rolling America auf der Basis von Rolling Japan, im gleichen Jahr brachte der japanische Verlag Arclight das Spiel als Rolling World heraus. In beiden Fällen wurde vor allem die Karte angepasst, damit sie das jeweilige Thema umfasst.

## Belege
1. 1 2 3 4 5 6  Offizielle Spielregeln für Rolling Japan, OKAZU 2014.
2. ↑  Versionen von Rolling Japan in der Datenbank BoardGameGeek; abgerufen am 22. August 2018.
3. ↑  Rolling America in der Spieledatenbank BoardGameGeek (englisch); abgerufen am 22. August 2018.
4. ↑  Rolling World in der Spieledatenbank BoardGameGeek (englisch); abgerufen am 22. August 2018.